# Сумгаитский технологический парк
Сумгаитский технологический парк (СТП) (азерб. Sumqayıt Texnologiyalar Parkı) — технопарк, созданный в 2009 году в поселке Гаджи Зейналабдин, к северу от города Сумгаит. Первый технопарк на Южном Кавказе и в Азербайджане. Площадь технопарка составляет 250 га.

## История
Парк открыт 22 декабря 2009 года. На производственных и строительно-монтажных площадках 12 заводов СТП заняты более 2 000 человек, при плановой численности работников в 10 000 человек.
Продукция парка включает электрооборудование, кабели, станки, полимерные изделия, производство стали, сэндвич-панели, системы вентиляции, окна ПВХ, технические сейфы, солнечные панели, горячее цинкование, POS-терминалы и порошковые покрытия.
В марте 2017 исполнительным директором СТП назначен Эмин Мамедов.

## Заводы
В структуру СТП входят следующие заводы:
- Кабельный Завод
- Завод полимерных изделий
- Завод Электрооборудования
- Завод Сендвич-Панелей
- Завод механической обработки
- Сварочно-сборочный завод
- Металлообрабатывающий завод
- Завод антикоррозийных покрытий
- Завод Алюминиевых и Медных Профилей
- Завод технических газов
- Цех Строительных Изделий
- Трансформаторный завод

## Деятельность
В парке произведены особо усиленные гальванизированные опоры, электрические провода, металлоконструкции подстанции и вспомогательное оборудование для 220-киловольтной электрической подстанции «Агдаш», открытой 1 мая 2014 года.

## Галерея

Фотографии с производственных процессов в СТП
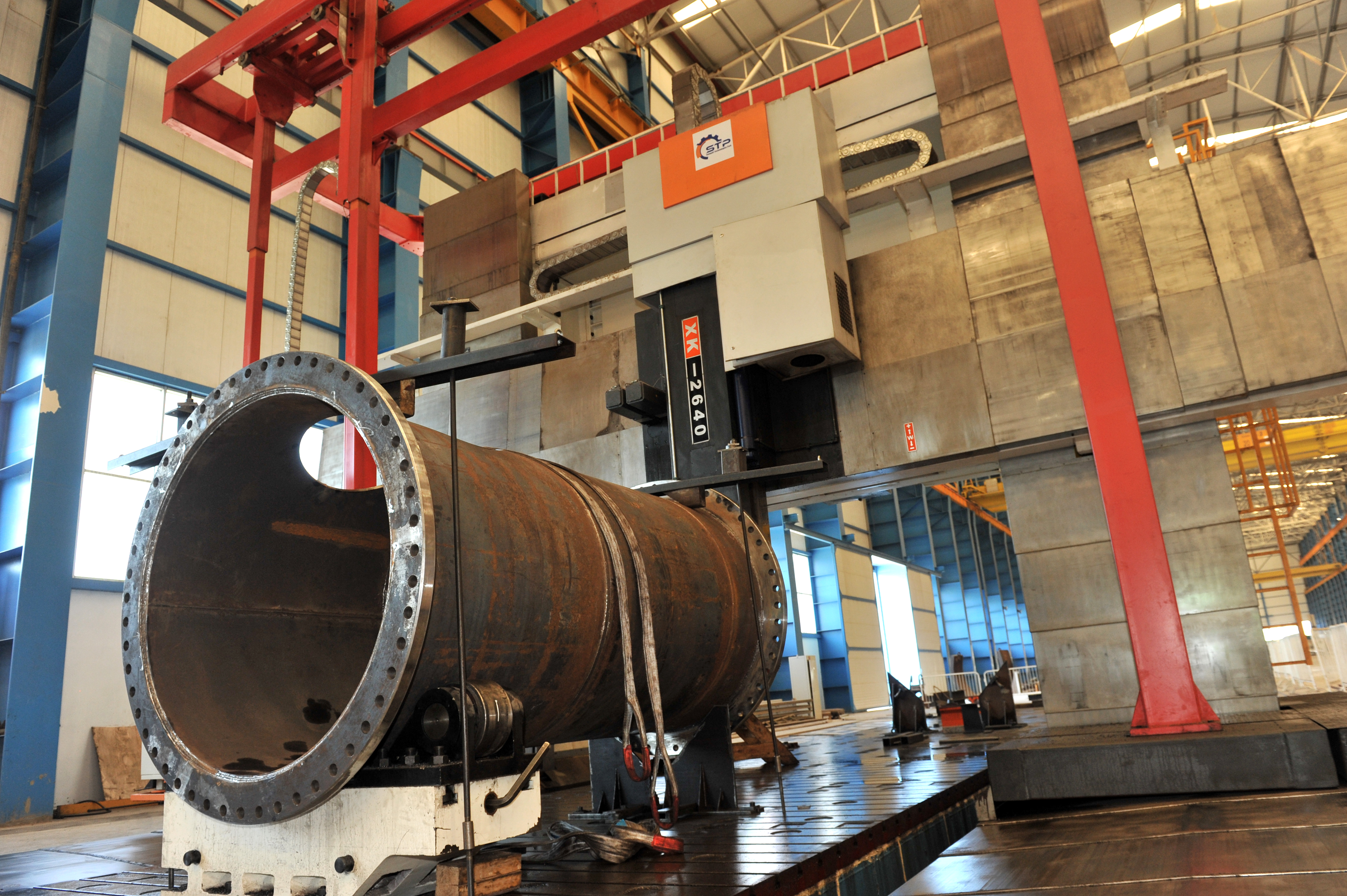
Монтажные работы
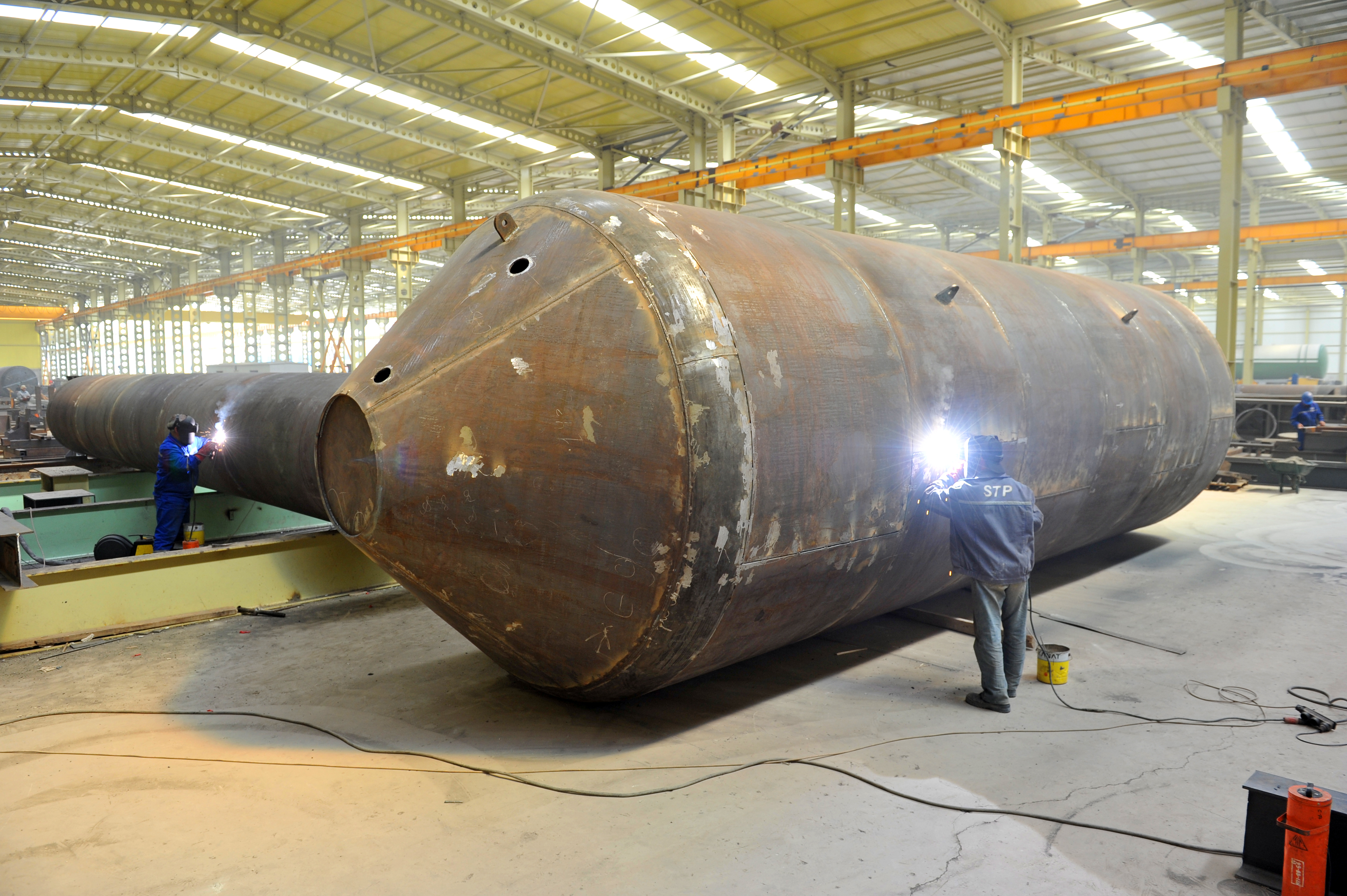
Сварочно-монтажные работы
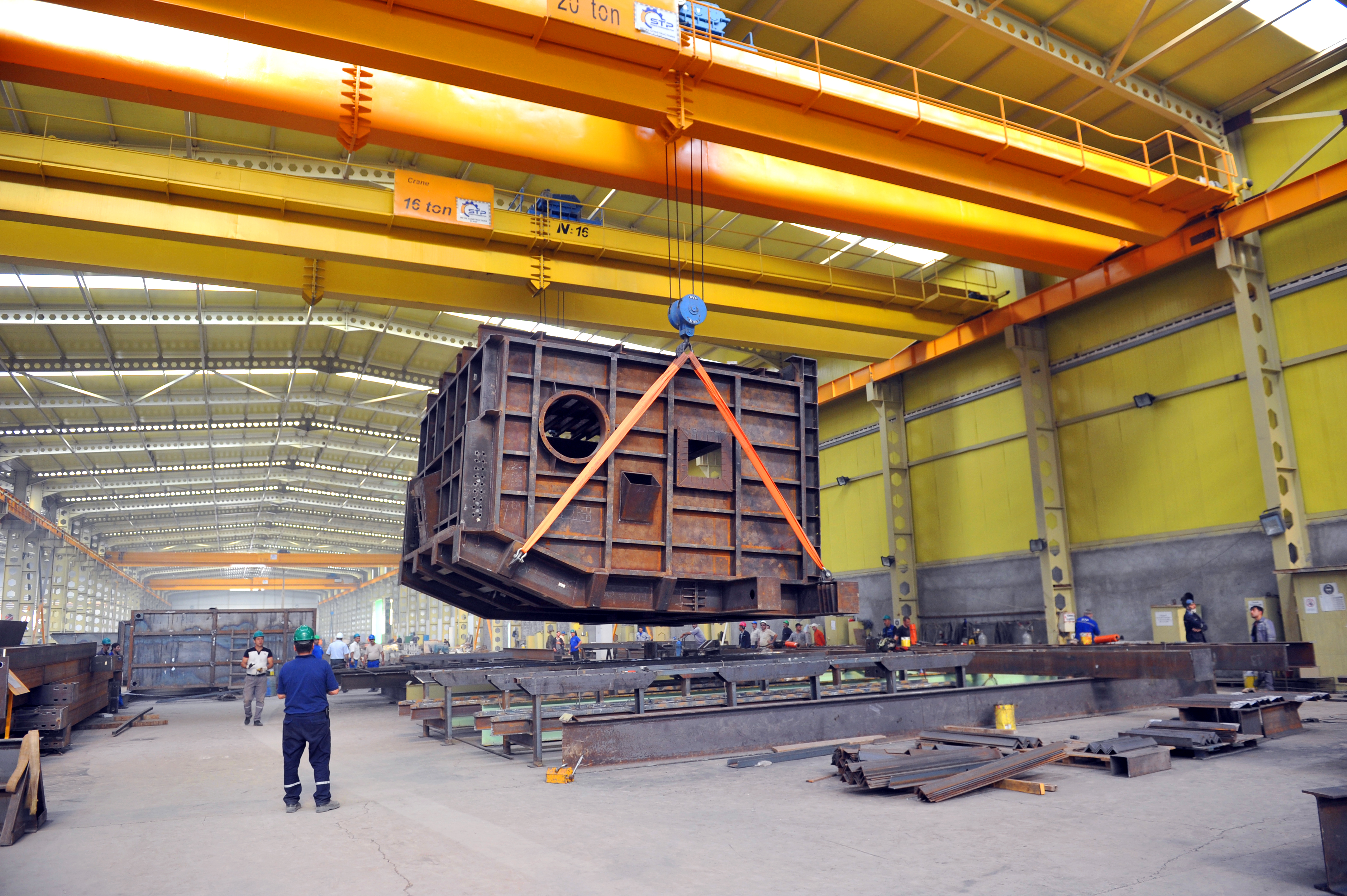
Монтажные работы
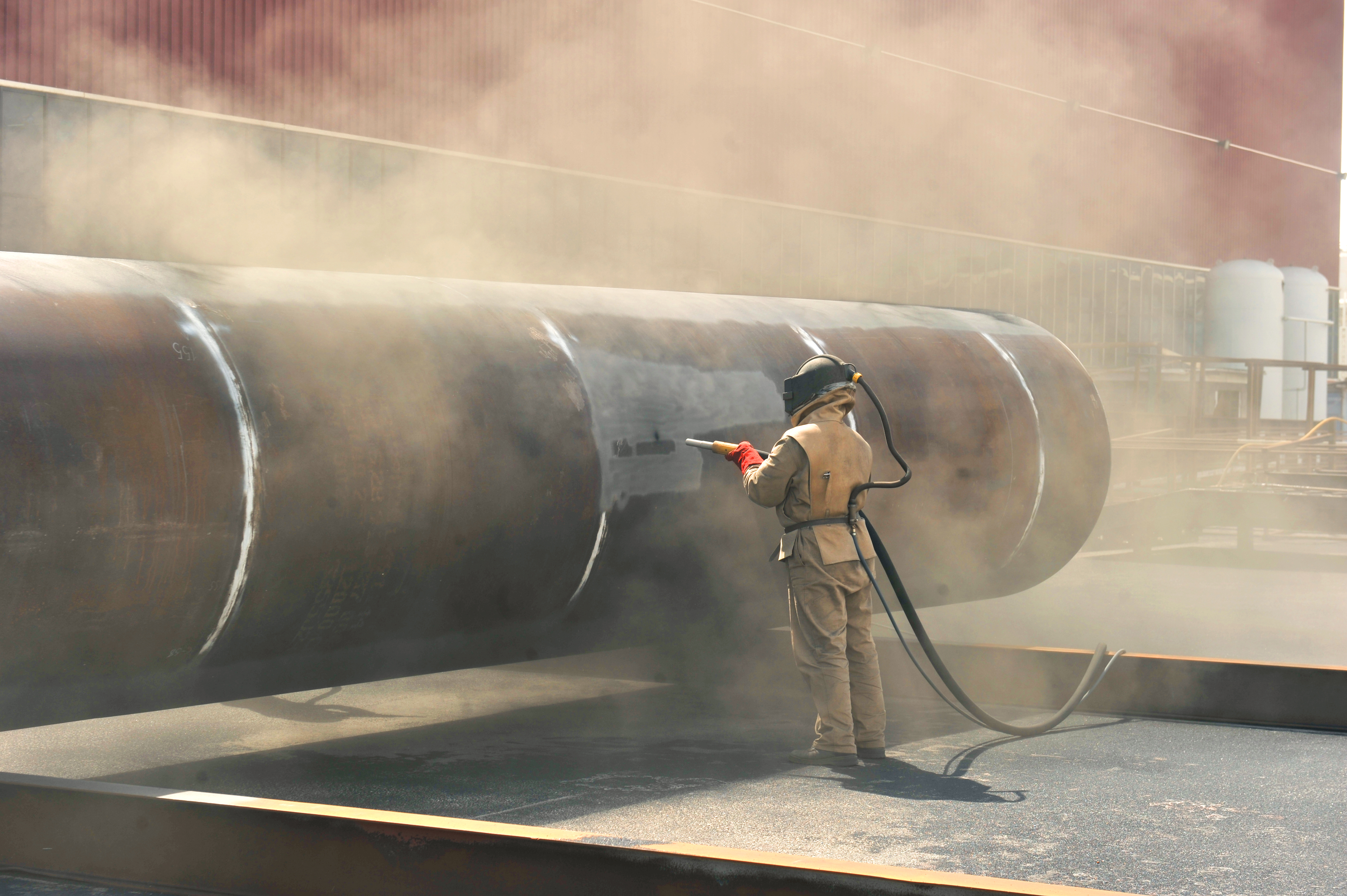
Процесс покраски
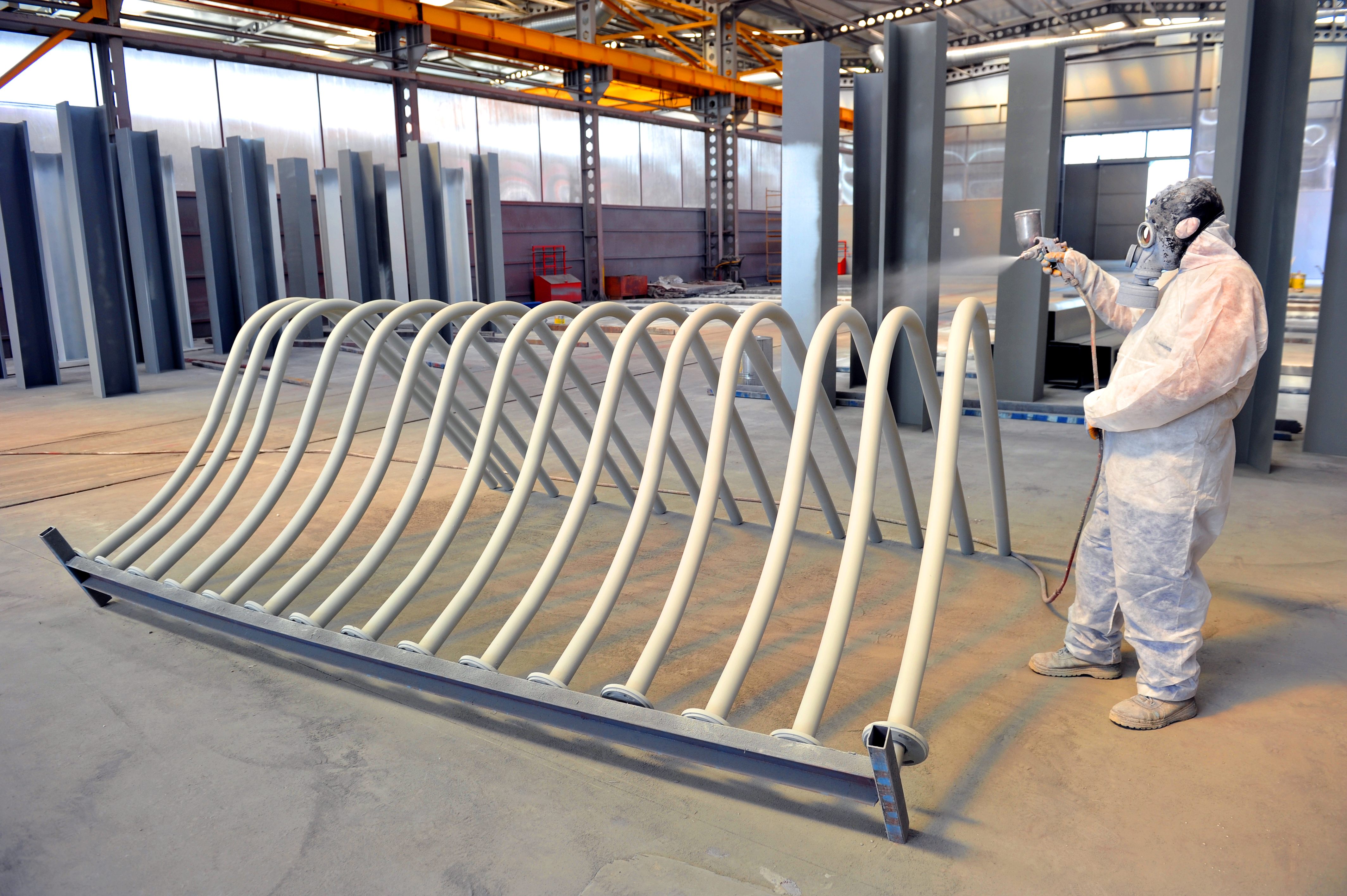
Процесс покраски деталей
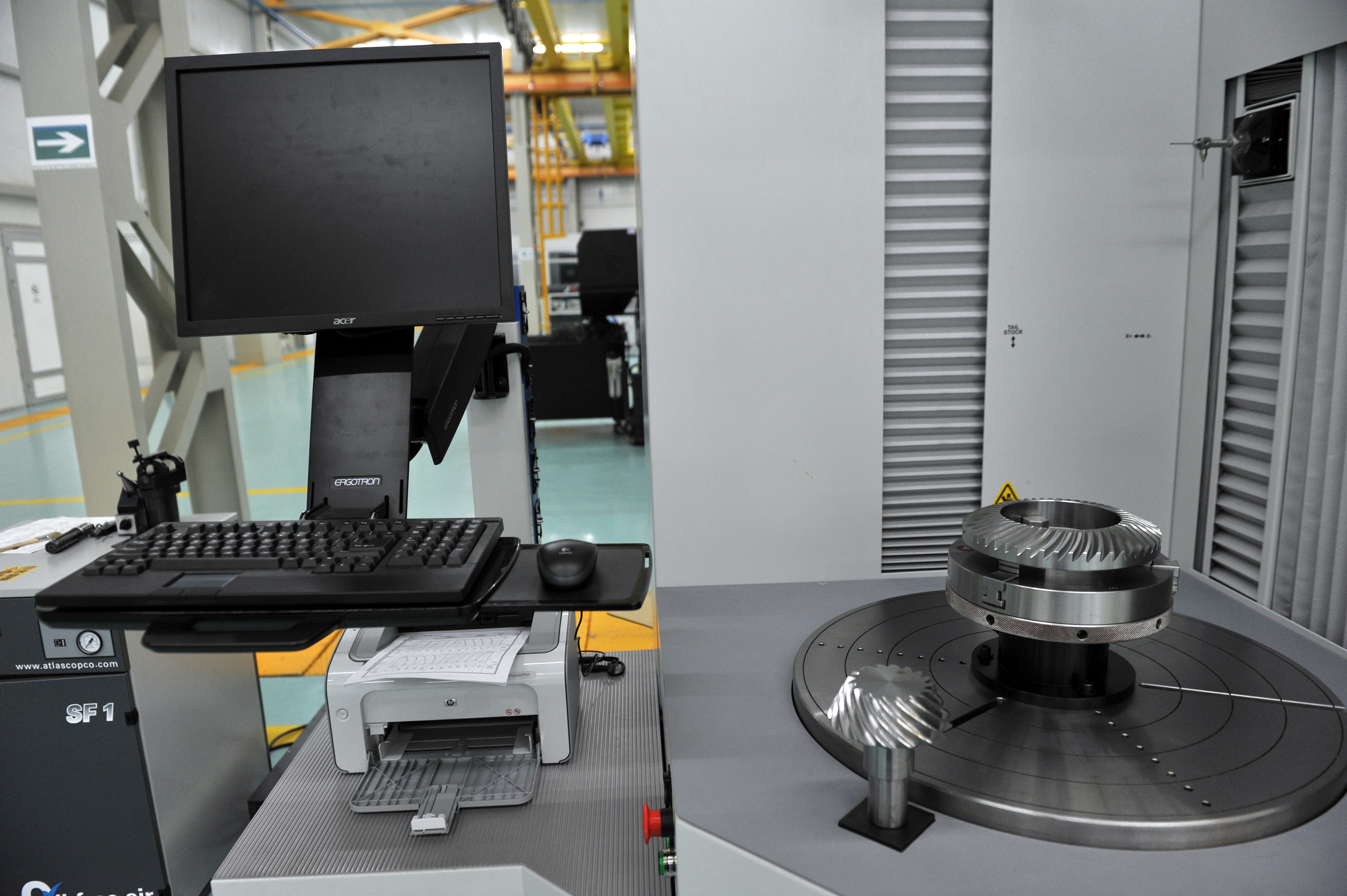
Оборудования точной механики
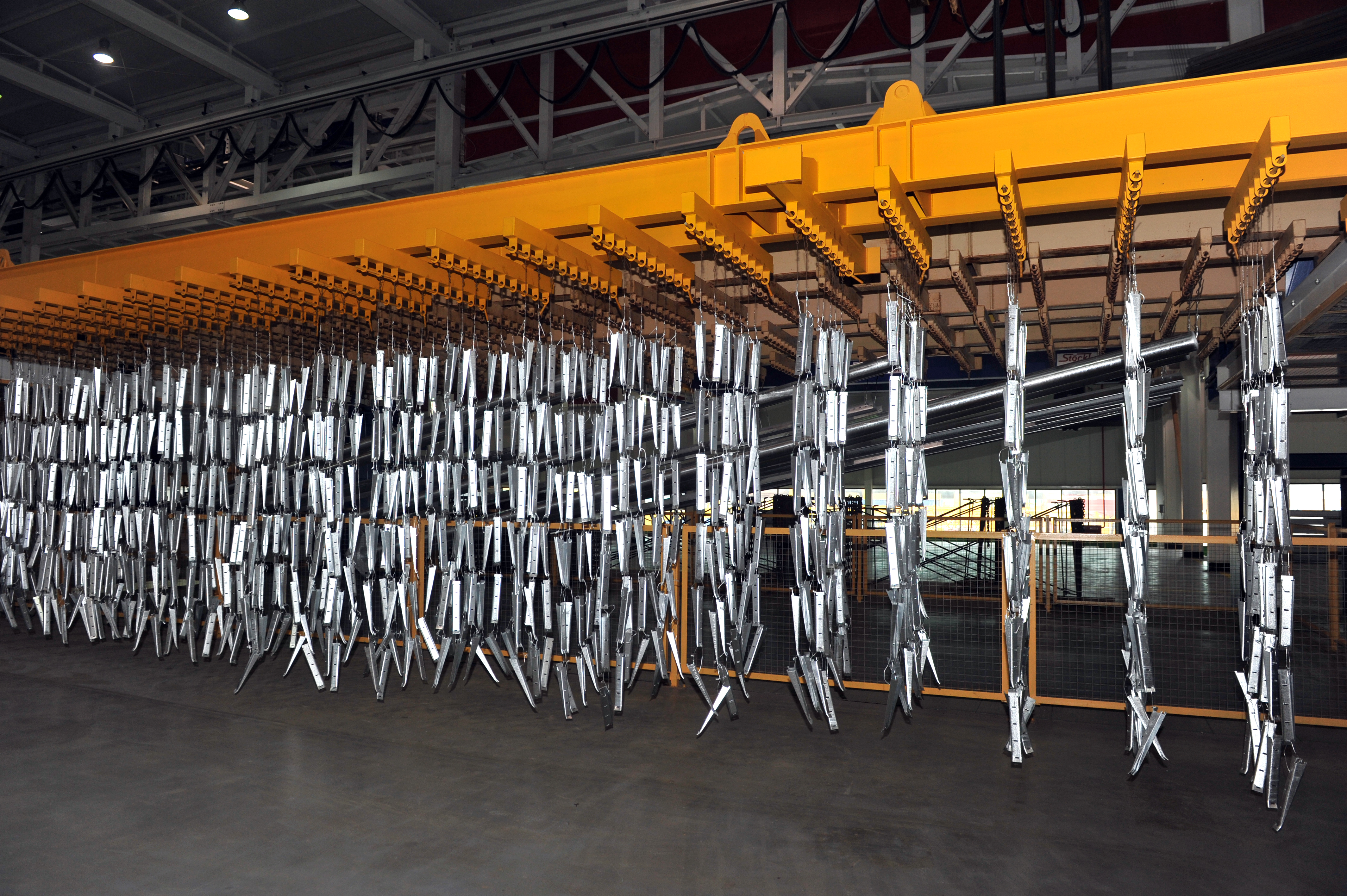
Продукты горячего цинкования
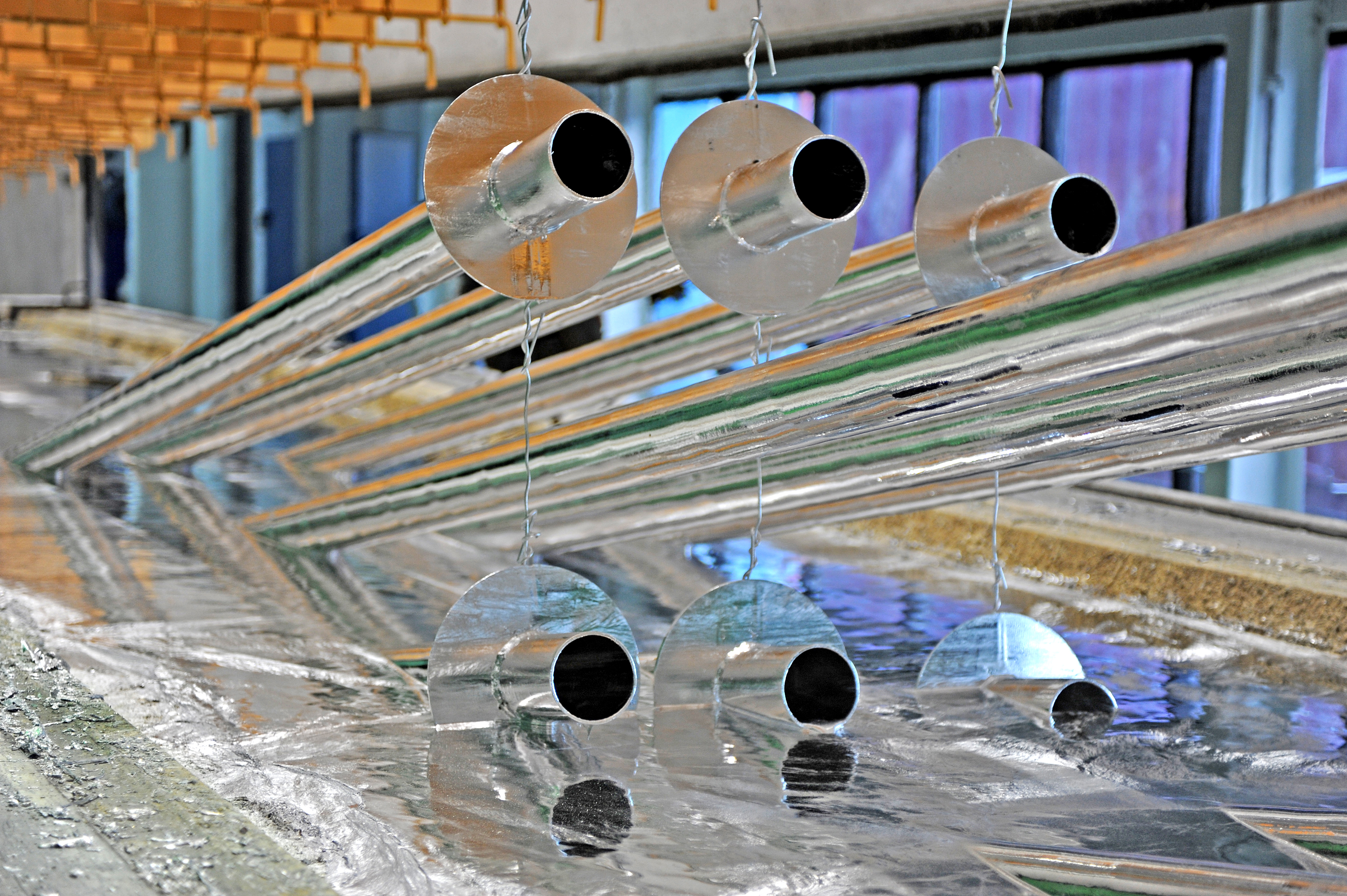
Продукты горячего цинкования